# Mangunjiwan
Mangunjiwan is een bestuurslaag in het regentschap Demak van de provincie Midden-Java, Indonesië. Mangunjiwan telt 7721 inwoners (volkstelling 2010).